# Sandy Cheeks
Sandra Jennifer Olivia Cheeks, o più comunemente Sandy Cheeks, è un personaggio del cartone animato SpongeBob SquarePants. Fa la sua prima comparsa nell'episodio Tè sotto l'albero. È una simpaticissima scoiattolina dal carattere allegro e sicuro.

## Caratterizzazione
Viene dal Texas e per poter vivere sott'acqua indossa sempre una tuta da astronauta. Ha una casa particolare: un'enorme biosfera di vetro trasparente (come affermato da lei nel primo episodio), nella quale si può respirare solo aria. Infatti, quando le creature acquatiche vengono a trovarla, indossano dei caschi di vetro contenenti acqua. Sempre dentro la gigantesca bolla d'aria di Sandy si trovano un prato e una grande quercia al cui interno vi è il suo alloggio. Quando sulla terraferma arriva l'inverno, Sandy va in letargo durante il quale, se disturbata, può diventare molto aggressiva. 
Ama praticare gli sport estremi (particolarmente evidente nella puntata della seconda stagione Il pre-letargo!, durante la quale lei e SpongeBob si cimentano in una serie di spericolate attività) e il suo hobby preferito è fare karate con SpongeBob, il suo migliore amico; nonostante occasionali diverbi, Sandy gli è molto legata fin dall'inizio, tanto che in più di un'occasione ha perfino mostrato un lato piuttosto protettivo nei suoi confronti (per esempio, sempre ne Il pre-letargo!, organizza un'intera squadra di ricerca per ritrovarlo in seguito alla sua improvvisa sparizione perché terribilmente preoccupata per lui, oppure nell'episodio SpongeBob sotto-zero! dell'ottava stagione lo difende da uno yeti-kraken affamato offrendosi in pasto al suo posto). Dal canto suo, SpongeBob si è dimostrato altrettanto protettivo nei suoi confronti in molteplici occasioni (come nell'episodio della seconda stagione Alle prese con il verme!, dove cerca di dissuaderla dall'affrontare il titolare verme perché preoccupato per la sua sicurezza). È grande amica anche di Patrick, anche se i due si frequentano di rado senza SpongeBob e tendono a litigare per divergenze caratteriali. 
Si comporta come la tipica cowgirl del Far West usando il lazo, cantando canzoni tipiche dell'epoca e addomesticando gli animali come tori o vermi giganti con la corda. Si arrabbia se qualcuno, in qualsiasi caso, si ritiene migliore di lei, ma la cosa che la fa più arrabbiare è se qualcuno offende o irride il Texas in sua presenza. Anche se a volte ha mostrato un lato competitivo, un po' troppo sicuro di sé (come nella sopracitata puntata Alle prese con il verme!) e a volte perfino arrogante, Sandy è un personaggio caratterizzato da una personalità estroversa, amichevole, simpatica e dolce ed è sempre pronta a difendere i suoi amici.

## Concezione e sviluppo

### Creazione e design
Stephen Hillenburg per prima cosa si affascinò dell'oceano e iniziò a sviluppare le sue capacità artistiche da bambino. Durante il college, si è laureato in biologia marina e ha contribuito nell'arte. Dopo essersi laureato nel 1984, si è unito all'organizzazione Ocean Institute, un'organizzazione di educazione oceanica, dove ha avuto l'idea di creare un fumetto intitolato "The Intertidal Zone", che ha portato alla creazione di SpongeBob SquarePants. Nel 1987, Hillenburg ha lasciato l'Istituto per perseguire una carriera nell'animazione.
Alcuni anni dopo aver studiato animazione sperimentale presso il California Institute of the Arts, Hillenburg ha incontrato Joe Murray, creatore di "Rocko's Modern Life", in un festival di animazione. Murray ha offerto a Hillenburg un lavoro come direttore della serie.
Martin Olson, uno degli scrittori di "Rocko's Modern Life", ha letto "The Intertidal Zone" e ha incoraggiato Hillenburg a creare una serie televisiva con un concetto simile. A quel punto, Hillenburg non aveva preso in considerazione la possibilità di creare la propria serie, ma presto si rese conto che questa era la sua occasione. poco dopo la produzione su "Rocko's Modern Life" è terminata nel 1996, Hillenburg ha iniziato a lavorare su SpongeBob SquarePants.
Sandy è stata mostrata negli episodi sul suo essere nella cupola dell'albero. 
Ogni volta che qualsiasi creatura acquatica entra nella sua casa, devono indossare caschi pieni di acqua. Sandy lavora come scienziata, esploratrice e inventrice. È anche campionessa di rodeo con una serie di interessi atletici, come sand-boarding e karate. Originariamente, nella Bibbia del campo scritto da Tim Hill e Hillenburg, SpongeBob originariamente era un interesse romantico per lei, ma questo è stato rapidamente messo fuori dallo spettacolo.

### Doppiaggio
La voce di Sandy Cheeks è fornita in lingua inglese da Carolyn Lawrence.
Lawrence ha ottenuto il ruolo di Sandy quando era a Los Feliz, un quartiere di Los Angeles. Ha incontrato Donna Grillo, una direttrice del casting, su un marciapiede. Lawrence era con un amico che conosceva Grillo e lei disse che Lawrence aveva una voce interessante. Grillo ha portato Lawrence ad un'audizione e ha ottenuto la parte.
Prima di una registrazione, Lawrence si prepara quando l'equipaggio invia uno storyboard. Spiega: "Lo adoro assolutamente! Non solo riesco a leggere la sceneggiatura, ma in realtà posso vedere cosa hanno in mente gli artisti. È un processo straordinario e mi sento così fortunato da poter lavorare in quel modo! [...] Preferirei lasciare che la sceneggiatura mi venga viva prima di un taping. Sandy Cheeks è normalmente doppiata da Carolyn Lawrence. Presley Williams ha doppiato la giovane Sandy in SpongeBob - Amici in fuga.In italiano é invece doppiata da Laura Brambilla sia nella serie che nei film (fatta eccezione per il primo in cui era doppiata da Jenny De Cesarei)

## Accoglienza
Il critico cinematografico A. O. Scott di The New York Times ha detto, nella sua recensione di SpongeBob - Il film, che Sandy è uno dei suoi personaggi preferiti dello show, insieme a Squiddi Tentacolo e alla Signora Puff. Scott scrisse: "Mi dispiaceva vederli spinti ai margini".

## Altri media
- Il 2 agosto 2024 è uscito il film su Sandy Cheeks Saving Bikini Bottom solo su Netflix.